# Tunnel Ahmed Hamdi
Il tunnel Ahmed Hamdi  è un tunnel stradale sotterraneo, situato a Shallufa in Egitto, che attraversa il canale di Suez.

## Descrizione
Lungo 1640 metri, prende il nome da Ahmed Hamdi, un ingegnere e generale egiziano ucciso in azione durante la guerra del Kippur.
Ha due corsie, una per ogni senso di marcia e collega la penisola asiatica del Sinai con la città di Suez, sulla terraferma africana. È stato aperto al traffico nel 1981.
Fu costruito dalla Tarmac Construction nel novembre 1981. Nel 1992, il governo giapponese ha finanziato attraverso degli aiuti alcuni lavori volti alla riqualificazione del tunnel. È lungo 1,63 km e ha un diametro esterno di 11,6 m. Il tunnel raggiunge una profondità massima di 51 m sotto il livello del suolo.